# ستيوارت داونينغ

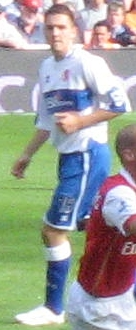
ستيوارت داونينغ

ستيوارت دوانينغ (بالإنجليزية: Stewart Downing)‏، من مواليد 22 يوليو 1984 في ميدلزبرة في إنجلترا، لاعب كرة قدم إنجليزي.
بدأ مسيرته الكروية مع نادي ميدلزبره في عام 2001، وفي عام 2003 أعير إلى نادي سندرلاند، ولعب معهم 7 مباريات وسجل 3 أهداف.
و قد بدأ باللعب مع منتخب إنجلترا لكرة القدم في عام 2005.
و قد انتقال رسميا الي ليفربول في صيف عام 2011 في صفقة تقدر ب20 مليون باوند ليكون ثالث صفقات ليفربول بعد تشارلي آدم وجوردان هنديرسون .

## روابط خارجية
- ستيوارت داونينغ على موقع الاتحاد الدولي (مؤرشف)  (الإنجليزية)
- ستيوارت داونينغ على موقع الاتحاد الأوربي (الإنجليزية)
- ستيوارت داونينغ على موقع قاعدة بيانات كرة القدم.إي يو (الإنجليزية)
- ستيوارت داونينغ على موقع ليكيب (الفرنسية)
- ستيوارت داونينغ على موقع ناشيونال فوتبول تيمز (الإنجليزية)
- ستيوارت داونينغ على موقع Soccerbase.com (لاعب) (الإنجليزية)
- ستيوارت داونينغ على موقع Soccerway.com (الإنجليزية)
- ستيوارت داونينغ على موقع عالم كرة القدم.نت (الإنجليزية)
- ستيوارت داونينغ على موقع كووورة
- ستيوارت داونينغ على موقع AS.com (الإسبانية)